# Sonic Prime
Sonic Prime ist eine CGI-Fernsehserie aus den Jahren 2022 bis 2024, die im Universum der Spieleserie Sonic the Hedgehog spielt, von Sega und WildBrain Studios produziert wird und exklusiv auf dem Film- und Serienportal Netflix verfügbar ist.
Die acht Episoden der ersten Staffel wurden auch auf Deutsch synchronisiert und weltweit am 15. Dezember 2022 auf Netflix veröffentlicht. Am 13. Juli 2023 folgten ebenso acht weitere Folgen der zweiten Staffel, ehe die Serie mit sieben weiteren Episoden im Rahmen der dritten Staffel am 11. Januar 2024 abgeschlossen wurde. Ab dem 1. März 2025 wurde die Serie zudem auf Nickelodeon im deutschen Fernsehen ausgestrahlt.
Als im Kampf zwischen Sonic und seinen Freunden gegen Dr. Eggman das geheimnisvolle und mächtige Paradox Prisma im Eifer des Gefechts zerstört wird, gerät das Raum-Zeit-Kontinuum durcheinander und Sonic gelangt in verschiedene alternative Dimensionen namens Trümmerwelten, wo er auf andere Variationen seiner Freunde und Feinde trifft. Sonic erhofft sich, durch das Zusammentragen aller Bruchteile des Paradox Prismas das Unheil rückgängig machen zu können, doch bekommt es mit immer mehr Problemen und Herausforderungen zu tun, je mehr er durch die verschiedenen Trümmerwelten reist.
Es ist die sechste Sonic-TV-Serie nach Sonic der irre Igel (1993–1996), Sonic SatAM (1993–1994), Sonic Underground (1999), Sonic X (2003–2005) und Sonic Boom (2014–2017).

## Handlung

### 1. Staffel (2022)
Sonic, Tails, Knuckles, Amy und Rouge kämpfen in der Green Hill Zone gegen Dr. Eggman, der in einer Höhle in einem Berg den mächtigen Paradox Prisma gefunden hat und sich davon große Macht erhofft. Als das Paradox Prisma im Eifer des Gefechts von Sonic zerstört und in viele kleine Bruchstücke zersplittert, gerät das Raum-Zeit-Kontinuum durcheinander und Sonic findet sich nach einer Zwischenwelt, dem Trümmeruniversum, an einem Ort namens New Yoke City wieder – einer düsteren, dystopischen Alternativ-Version der Green Hill Zone, in der es Sonic nie gegeben und Dr. Eggman scheinbar schon länger die Welt erobert hat. Sonic sucht Tails auf, der sich hier jedoch Nine nennt, da er seinen neben zwei Fuchsschwänzen auch über sieben weitere, selbst modifizierte Roboterschwänze verfügt und Sonic überhaupt nicht kennt. Die Energie des Paradox Prisma scheint zu einem gewissen Teil in Sonics Körper eingeflossen zu sein und Nine bringt daher Upgrades an Sonics Schuhen und Handschuhen an, um die Energie besser regulieren zu können. Sonic und Nine werden jedoch gefangen genommen und zu Rusty Rose, einer Cyborg-Variante von Amy Rose und zum Chaos Komitee gebracht. Dieses besteht aus Mr. Dr. Eggman, Dr. Done It, Dr. Deep, Dr. Don’t und Dr. Babble, fünf verschiedenen Versionen von Dr. Eggman in allen Altersklassen vom alten Greis bis zum Baby, welche Sonic einigen skupellosen Belastungstests unterziehen.
Als Renegade Knucks und Rebel, die alternativen Formen von Knuckles und Rouge in der Dimension von New Yoke City, davon erfahren wie Sonic von der ursprünglichen Green Hill Zone erzählt, welche sie aus ihrer eigenen Vergangenheit kennen, beschließend sie, Sonic und Nine aus den Fängen des Chaos Komitees zu befreien. So kommt es und dabei kann Nine auch Rusty Rose umprogrammieren und kurzzeitig auf seine Seite ziehen. Während Rusty Rose, Renegade Knucks und Rebel gegen Dr. Deep und Dr. Babble kämpfen, finden Sonic und Nine die Energiequelle des Chaos Komitees für die gesamte Stadt: Ein Bruchstück des Paradox Prisma. Als Sonic das Bruchstück gerührt, gelangt er über das Trümmeruniversum wieder in eine andere Trümmerwelt, dem Waldlabyrinth. Dort trifft er auf Mangey, Gnarly, Prim und Hangry, andere alternative Versionen von Tails, Knuckles, Rouge und Big, welche Sonic zunächst angreifen, dann jedoch berichten, dass in ihrem Dschungel eine akute Nahrungsmittelknappheit ausgebrochen ist, seit sich eine alternative Version von Amy namens Thorn Rose mit ihnen zerstritten hat, da diese das Gleichgewicht der Natur zu beschützen versucht. Sonic schafft es, dass sich Mangey, Gnarly, Prim und Hangry wieder mit Thorn Rose vertragen und als er das Paradox-Prisma-Bruchstück des Waldlabyrinths berührt, landet er wieder in New Yoke City.
Es stellt sich heraus, dass nachdem Sonic New Yoke City durch das Bruchstück verlassen hatte, Nine dieses an sich nahm und flüchtete. Renegade Knucks und Rebel fühlten sich im Eifer des Gefechts im Stich gelassen und sind daher nicht gut auf Sonic und Nine zu sprechen, auch wenn Sonic die Lage zu erklären versucht. Als plötzlich das Chaos Komitee angreift und es erneut zum Kampf kommt, erscheint Nine und holt Sonic an Bord seines Gleiters, ehe er durch ein Portal New Yoke City verlässt und ins Trümmeruniversum reist, welches alle Trümmerwelten miteinander verbindet. Nine ist es gelungen, sich mit dem New Yoker Bruchstück frei zwischen den Trümmerwelten zu bewegen. Er hat sich eine leere Trümmerwelt, die Ödnis, ausgesucht, in der er sich ein neues Zuhause aufbauen möchte, da er seine ursprüngliche Heimat New Yoke City verabscheut. Für Sonics Aufforderung, nach New Yoke City zurückkehren, um den Rebellen im Kampf gegen das Chaos Komitee beizustehen, zeigt Nine kein Verständnis, weswegen Sonic alleine dorthin zurückkehren muss, dort jedoch vom Chaos Komitee geschlagen und gefangen genommen wird. Im letzten Moment kommt Nine mit seinem Gleiter zu Hilfe, der jedoch mitsamt des Paradox-Prisma-Bruchstücks in die Fänge des Chaos Komitees gerät.
Sonic schafft es, durch sehr schnelles Rennen von selbst in eine andere Trümmerwelt zu reisen, offensichtlich aufgrund der Energie des Paradox Prisma, die in seinem Körper steckt und landet in Schmalland, wo er sich dem gefürchteten Piraten Dread dem Schrecklichen, eine alternative Version von Knuckles und seiner Crew, bestehend aus Sails Tails, Black Rose, Batten und Catfish, alternativen Versionen von Tails, Amy, Rouge und Big, anschließt. Sie feiern zusammen, schlagen Feinde in die Flucht und Sonic erzählt von seiner Absicht, ein Bruchstück des Paradox Prisma zu suchen, ehe plötzlich das Rusty Rose im Auftrag des Chaos Komitees mit einem Kampfschiff auftaucht. Die Piraten sind deutlich unterlegen, doch Rusty Rose stoppt den Angriff, als sie mit Black Rose eine andere Amy-Variante von sich selbst sieht und nimmt stattdessen Kurs auf das geortete Bruchstück dieser Dimension. Dort bekämpfen sich die Piraten und Rusty Rose mit ihrer Roboterarmee erneut, während sich Dread davonschleicht und das Bruchstück zunächst unbemerkt alleine an sich reißt. Sonic eilt zu Dread und berührt dabei das Bruchstück, was ihn wieder ins Trümmeruniversum befördert, wo er plötzlich auf Shadow the Hedgehog trifft.

### 2. Staffel (2023)
Nachdem sich Sonic und Shadow im Trümmeruniversum kurzzeitig bekämpfen, stellt sich heraus, dass sich auch Shadow in manchen, aber nicht in allen Trümmerwelten bewegen kann. Er hat aber die Ursprungsdimension, Sonics Heimatwelt Green Hill lokalisieren können und begibt sich mit Sonic dorthin. Sonics Freude verfliegt schnell, als er bemerkt, dass in Green Hill die Zeit wie stehengeblieben scheint: Diese Welt, jetzt Ghost Hill genannt, ist leblos und die originalen Tails, Knuckles, Amy und Rouge existieren nur geisterhaft und geben in Dauerschleife dieselben Sätze von sich. Sonic und Shadow glauben, dass wenn sie alle Bruchstücke des Paradox Prisma am Ursprungsort in Ghost Hill zurückbringen, die Dinge wieder korrigieren können. Doch auch als Shadow Sonic vorübergehend die Upgrades entreißt, kann er die anderen Trümmerwelten nicht betreten. Die beiden beobachten das Chaos Komitee, wie dieses ins Waldlabyrinth reist, woraufhin Sonic ihnen folgt, aber Shadow im Trümmeruniversum verbleiben muss.
Im Waldlabyrinth schaffen es Dr. Babble und Dr. Don’t vom Chaos Komitee, das hiesige Bruchstück an sich zu nehmen. Nine wird noch immer gezwungen, für das Chaos Komitee zu arbeiten, nimmt im Geheimen aber Kontakt zu Sonic auf und fungiert als Spitzel. Als Nächstes kehrt Sonic nach Schmalland zurück, wo Dr. Done It und Dr. Deep das dortige Bruchstück von Dread entreißen. Rusty Rose gehört nun den Piraten an und hat sich endgültig gegen das Chaos Komitee gewandt. Dieses kehrt mit drei Bruchstücken und Dread als blinden Passagier nach New Yoke City zurück. Ebenso wie Sonic, der sich in New Yoke City wieder den Rebellen anschließt, aber auch ein Roboter-Ebenbild von sich namens Chaos Sonic bekämpft und zerstört, ehe er in der Basis des Chaos Komitees zu Nine aufschließt. Sonic und Nine nehmen alle drei Bruchstücke an sich und werden ausgerechnet von Dread aufgehalten, der gegen sein anderes Knuckles-Ebenbild Renegade Knucks zu kämpfen beginnt. Nachdem sie das Chaos Komitee ins Waldlabyrinth locken konnten, gelingt es Sonic und Nine, zusammen mit den Bruchstücken und Shadow unbemerkt nach Ghost Hill zu entkommen.
Sonic, Nine und Shadow bringen die Bruchstücke zum ursprünglichen Paradox Prisma. Nine kann diese wieder zusammensetzen, braucht dafür jedoch viel Zeit. Doch dann erscheint das Chaos Komitee, welche Ghost Hill gefunden haben, weswegen Sonic und Shadow den Kampf aufnehmen, um Nine Zeit zu verschaffen. Als es nach einer Niederlage aussieht, sendet Nine mehr Energie vom Paradox Prisma auf Sonic, der so ein vom Chaos Komitee geschaffenes, gigantisches Abbild des originalen Dr. Eggman bezwingen kann. Obwohl richtig zusammengesetzt, ist das Paradox Prisma noch nicht komplett, da noch das Bruchstück der Ödnis fehlt. Es kommt zum Disput zwischen Sonic und Nine, da Sonic Green Hill zurückhaben, Nine aber eine neue Welt für sich erschaffen möchte. Im Streit nimmt Nine alle bisherigen Bruchstücke des Paradox Prisma an sich, verschwindet durch ein Portal und lässt den enttäuschten Sonic sowie Shadow, der Nine von Anfang an misstraute, zurück.

### 3. Staffel (2024)
Nine entkommt mit den Bruchstücken des Paradox Prisma in die Trümmerwelt der Ödnis, wo er das letzte Bruchstück findet und das Paradox Prisma wieder zusammenfügt. Er nutzt die gewaltige Energie, um eine gigantische Basis in der Ödnis zu errichten und will hier sein ganz persönliches Paradies gestalten. Doch die Energienutzung hat zufolge, dass die anderen Trümmerwelten nacheinander zerbrechen werden und langsam kollabieren, beginnend mit Ghost Hill. Während das Chaos Komitee zurück nach New Yoke City flüchtet, können Sonic und Shadow nur knapp in das Trümmeruniversum entkommen, ehe sich Ghost Hill vollends auflöst. Als die beiden die Ödnis erreichen, bekämpfen sie an Nines Basis mehrere Roboter, die an Chaos Sonic angelehnt sind und die von Nine Alphas genannt werden, nun aber auch in den Gestalten von Tails, Knuckles, Amy und Birdie auftreten. Als Shadow erkennt, dass Nine auch die Energie, die in Sonic steckt, zur vollständigen Macht benötigt, schleudert er Sonic zurück ins Trümmeruniversum und stellt sich alleine gegen die Alphas. Sonic entkommt nach New Yoke City, welches auch langsam zu zerfallen beginnt.
Der einzig sichere Ort ist aufgrund der restlichen Paradox-Prisma-Energie nur noch die Basis des Chaos Komitees in New Yoke City, weswegen Sonic, Mangey, Renegade Knucks, Gnarly, Dread, Rusty Rose, Thorn Rose, Black Rose, Rebel, Prim, Denizen, Hangry, Froggy sowie Birdie dort unterkommen und mit dem Chaos Komitee einen Deal aushandeln: Diese dürfen Sonics Prisma-Energie nutzen, um eine sichere Kuppel davon zu errichten und gewähren dafür jedem von Sonics Freunden bedingungslos Schutz in ihrer Basis. So geschieht es und mit Sonics Energie entsteht eine eiförmige Kuppel, die Nine trotz aller Bemühungen nicht durchbrechen kann. Sonic sammelt mehrere Zivilisten von New Yoke City und bringt sie unter die Kuppel in Sicherheit, doch bemerkt auch, dass Sails Tails, Batten und Catfish von der Piratencrew fehlen, da sie noch immer im Schmalland verweilen, welches ebenfalls gerade zerfällt. Zusammen mit den drei Amy-Varianten Rusty Rose, Thorn Rose samt Birdie und Black Rose reist Sonic zum Schmalland und eilt zur Rettung, doch Nine hat dies schon vorhergesehen und Birdie-Alphas erwarten sie dort bereits. Mit der Unterstützung von Dr. Done It und Dr. Deep können aber alle gerettet und unter die Kuppel von New Yoke City in Sicherheit gebracht werden.
Sonic möchte sich und seine Energie an Nine aushändigen und verlangt im Gegensatz dafür, dass Nine auch die anderen Trümmerwelten wiederherstellt, damit all seine Freunde so weiterleben können wie zuvor. Nine ist einverstanden und so geht Sonic allein in die Ödnis, um sich Nine zu stellen. Doch Sonics Freunde mitsamt dem Chaos Komitee folgen ihm in die Ödnis und es kommt zum Kampf gegen Nines Alpha-Roboter, die Nine immer wieder mit der Energie des Paradox Prisma neu auflädt. In den ausufernden Schlachten kommen auch Shadow auf der einen Seite und ein riesiger Big-Alpha auf der anderen Seite hinzu. Da die Freunde nicht aufgeben und die Alphas immer wieder besiegen, scheint es, als hätte Nine verloren, da weiteres Abzapfen der Energie des Paradox Prisma die Stabilität aller Trümmerwelten gefährden würde. Doch zur Überraschung aller dreht Nine völlig durch, nimmt mit weiterem Machtmissbrauch des Paradox Prisma die totale Zerstörung mutwillig in Kauf und beschleunigt den Prozess schließlich sogar willentlich. Als Nine in die Enge getrieben wird und endlich zur Vernunft kommt, scheint es zu spät: Von allen Trümmerwelten ist nur noch Nines Kuppel in der Öde übrig, doch auch diese droht jeden Augenblick zu verschwinden. Auf die Gefahr hin, es nicht zu überleben, muss Sonic seine Energie an das Paradox Prisma übertragen. Sonics Freunde, Nine und das Chaos Komitee versprechen, daraufhin alle anderen Parteien in Frieden zu lassen. So leitet Nine Sonics Energie an das Paradox Prisma ab und macht es endlich wieder komplett, während Sonic nur sehr erschöpft überlebt. Doch direkt im Anschluss bricht das Chaos Komitee sein Versprechen und nutzt den Moment, um Sonic und Nine niederzustrecken und das Paradox Prisma an sich zu reißen. Im Moment des absoluten Sieges und im Besitz unendlicher Macht beginnen sich Mr. Dr. Eggman, Dr. Done It, Dr. Deep, Dr. Don’t und Dr. Babble schwer zu streiten und bekämpfen sich gegenseitig. Heimlich öffnet Nine ein Portal ins Nichts und die Helden stoßen das komplette Chaos Komitee dort hinein, ehe sie das Portal wieder schließen. Als Nine das Paradox Prisma nutzt, um alle Welten wiederherzustellen, verschwindet dieses zwar, doch die Welten kehren alle wieder zu ihrem Ursprungszustand zurück. Sonic, der ohne seine Energie nicht lange im Trümmeruniversum überleben kann, muss den Abschied von seinen Freunden aus allen Trümmerwelten kurz halten und kehrt gerade noch rechtzeitig zusammen mit Shadow ins wiederhergestellte Green Hill zurück.
Sonic findet sich in dem Moment wieder, als er in der Höhle gegen Dr. Eggman kämpfte, doch anstatt das Paradox Prisma zu zerstören, arbeitet er Hand in Hand im Team mit Tails, Knuckles, Amy und Rouge gegen Dr. Eggman, während Shadow erscheint und mit Chaos Control sich und das Paradox Prisma in Sicherheit teleportiert, woraufhin sich Dr. Eggman zurückzieht. Als Sonic und seine Freunde später am Strand mit Chilidogs den Tag genießen wollen, greift Dr. Eggman wieder an, woraufhin die Helden erneut als Team zum Kampf antreten.

### Handlungsorte
- Green Hill: Die Heimat von Sonic, seinen Freunden und Feinden, wo Dr. Eggman das Paradox Prisma in einer Berghöhle entdeckt. Nachdem dieses zerstört wurde, verschwindet das originale Green Hill und wird zu einer gespenstischen Version namens Ghost Hill.
- Trümmeruniversum: Eine schwerelose Welt voller schwebender Kristalle, welche alle Dimensionen mit Portalen miteinander verbindet und nach der Zerstörung des Paradox Prisma entstand. Shadow, der sonst nur nach Ghost Hill und in die Ödnis reisen kann, hält sich die meiste Zeit hier auf.
  - New Yoke City: Eine alternative Dimension von Green Hill, in der es Sonic niemals gegeben hat und Dr. Eggman deswegen alles erobern konnte, mit dem Chaos Komitee herrscht und nur von wenigen Rebellen Widerstand erfährt.
  - Waldlabyrinth: Eine alternative Dimension eines üppigen Dschungels mit einem Baumlabyrinth voller Hütten und Hängebrücken in den Baumkronen, da Thorn Rose ihre Freunde vom Boden des Dschungel vertrieben hatte.
  - Schmalland: Eine alternative Dimension eines gigantischen Meeres mit nur wenigen, kleinen Inseln, wo die Piratencrew von Dread dem Schrecklichen auf ihrem Schiff umhersegelt.
  - Die Ödnis: Eine alternative Dimension einer kargen leblosen Landschaft. Nine wünscht sich, in dieser leeren Welt seine eigene Heimat errichten zu können und erbaut hier im Laufe der Handlung seine Basis.
  - Ghost Hill: Eine alternative Dimension von Green Hill bzw. das originale Green Hill, was nach der Zerstörung des Paradox Prismas verschwand und zu einer gespenstischen Version wurde, in der die Zeit wie stehengeblieben scheint.

## Figuren
Sonic the Hedgehog
Der namensgebende Igel Sonic gilt als Held und ist für seine Schnelligkeit bekannt. Er ist mutig, aufgeschlossen und hilfsbereit, ihm sind seine Freunde sehr wichtig und er hat eine auffällige Vorliebe für Chilidogs. In dieser Serie reist Sonic durch die verschiedenen Trümmerwelten und trifft die verschiedenen Varianten seiner Freunde und Feinde. Als zu Beginn des Abenteuers das Paradox Prisma zerspringt, scheint sich ein Teil der Energie auf Sonics Körper übertragen zu haben, womit Sonic bei sehr hoher Geschwindigkeit auch ohne Paradox-Prisma-Bruchstücke durch das Trümmeruniversum reisen kann.
Miles Tails Prower
Miles Prower, einfach nur kurz Tails genannt, ist ein Fuchs und verfügt über zwei Fuchsschwänze, die er zum Fliegen nutzen kann und ist technisch sehr begabt. Als Kind wurde er von anderen Füchsen für seine zwei Fuchsschwänze gemobbt, bis eines Tages Sonic erschien und das Mobbing unterband. Anschließend wurde Tails zu Sonics bestem Freund und steht ihm seitdem loyal und bedingungslos zur Seite.
- Nine: Tails’ alternative Version aus New Yoke City. Mit sieben Roboterschwänzen verfügt er über insgesamt neun Fuchsschwänze. In seiner Dimension wurde er als Kind nicht von Sonic gerettet, als er gemobbt wurde, weswegen Nine zum Einzelgänger wurde und sehr viel misstrauischer und aggressiver agiert als das Original. Mit der Zeit fasst er jedoch zunehmend Vertrauen zu Sonic.
- Mangey: Tails’ alternative Version in Waldlabyrinth. Lebt mit Gnarly, Prim und Hangry im Waldlabyrinth und verhält sich wie ein wildes Tier, da er nicht redet, sondern nur Laute wie Knurren von sich gibt.
- Sails Tails: Tails’ alternative Version in Schmalland. Gehört zusammen mit Black Rose, Batten und Catfish zur Piratencrew von Dread dem Schrecklichen.

Knuckles the Echidna
Knuckles ist ein Echidna, der letzte Ameisenigel seiner Art. Er ist für seine Kraft und Entschlossenheit bekannt, verhält sich oft ruhig, kann aber auch aufbrausend werden. Nachdem man sein Äußeres und seinen Charakter in der vorherigen TV-Serie Sonic Boom (2014–2017) gravierend veränderte, kehrte man in Sonic Prime zu seinem gewohnten Aussehen und seinen eigentlichen Charakter zurück.
- Renegade Knucks: Knuckles’ alternative Version aus New Yoke City. Zusammen mit Rebel führt er die Rebellen an. Er ist sehr kampferprobt, was man ihm durch seine vielen Narben im Gesicht ansieht.
- Gnarly: Knuckles’ alternative Version in Waldlabyrinth. Lebt mit Mangey, Prim und Hangry im Waldlabyrinth und hat sich Thorn Rose vorübergehend zum Feind gemacht.
- Dread der Schreckliche: Knuckles’ alternative Version in Schmalland. Ehrgeiziger und stolzer Piratenkapitän, der sich bereits einen Namen gemacht hat. Jedoch sieht er das Paradox-Prisma-Bruchstück seiner Dimension als seinen Schatz an.

Amy Rose
Amy ist ein aufgewecktes und aufgeschlossenes Igelmädchen, welches in Sonic verliebt ist. Sie hat ein freundliches und aufgeschlossenes Wesen, zudem ist sie für alle sehr hilfsbereit.
- Rusty Rose: Amys alternative Version aus New Yoke City. Als Cyborg untersteht sie dem Chaos Komitee, kann jedoch kurzfristig von Nine auf die Seite der Helden gebracht werden. Eine Begegnung mit Black Rose bewirkt, dass sie sich langfristig gegen das Chaos Komitee wendet.
- Thorn Rose: Amys alternative Version in Waldlabyrinth. Als sie das Gefühl hat, dass Mangey, Gnarly, Prim und Hangry zu wenig Rücksicht auf die Natur nehmen, vertreibt Thorn Rose diese aus dem Dschungel, bis Sonic eintrifft und die Situation bereinigt.
- Black Rose: Amys alternative Version in Schmalland. Gehört zusammen mit Sails Tails, Batten und Catfish zur Piratencrew von Dread dem Schrecklichen.

Rouge the Bat
Die Fledermaus und professionelle Schatzjägerin Rouge wurde auf das Paradox Prisma aufmerksam und schloss sich Sonic und seinen Freunden an, nachdem sie berichtete, dass dieser Dr. Eggmans wahre Absicht sei.
- Rebel: Rouges alternative Version aus New Yoke City. Zusammen mit Renegade Knucks führt sie die Rebellen an. Sie ist direkt, zielstrebig und verlässlich.
- Prim: Rouges alternative Version in Waldlabyrinth. Lebt mit Mangey, Gnarly und Hangry im Waldlabyrinth und hat sich Thorn Rose vorübergehend zum Feind gemacht.
- Batten: Rouges alternative Version in Schmalland. Gehört zusammen mit Sails Tails, Black Rose und Catfish zur Piratencrew von Dread dem Schrecklichen.

Big the Cat
Big ist ein sehr großer, dicker lila Kater mit einer Vorliebe fürs Angeln und stetig in der Begleitung seines Freundes, dem Frosch Froggy. Er ist gutherzig, gutgläubig, freundlich, friedliebend und stark, wirkt mit seiner langsamen Sprechweise und begrenztem Wortschatz jedoch ein wenig begriffsstutzig und minderbemittelt.
- Denizen 1998: Bigs alternative Version aus New Yoke City. Er ist hier ein einfacher Arbeiter unter dem Joch des Chaos Komitees.
- Hangry: Bigs alternative Version in Waldlabyrinth. Lebt mit Mangey, Gnarly und Prim im Waldlabyrinth und hat sich Thorn Rose vorübergehend zum Feind gemacht. In dieser Version als Hangry ist Big ungewohnt wortgewandt und emotionsstark.
- Catfish: Bigs alternative Version in Schmalland. Gehört zusammen mit Sails Tails, Black Rose und Batten zur Piratencrew von Dread dem Schrecklichen.

Dr. Eggman
Der Erzfeind von Sonic und seinen Freunden ist schon seit jeher der verrückte Wissenschaftler Dr. Eggman, klar erkennbar an seiner eierförmigen Statur und seinem auffälligen Bart. In der alternativen Dimension New Yoke City besteht das Chaos Komitee aus fünf verschiedenen Versionen von Dr. Eggman:
- Mr. Dr. Eggman: Große Ähnlichkeit zu Dr. Eggman, nur dass er andere Kleidung und stets ein auffälliges Toupet trägt, um seine Glatze zu verstecken.
- Dr. Done It: Eine stark gealterte Version von Dr. Eggman, mit mehr und weißgrauen Bartwuchs, der schlecht hört, oft einnickt und einen Gehstock mit sich führt, den er auch als Waffe nutzt.
- Dr. Deep: Eine ältere Version von Dr. Eggman, der oftmals philosophiert und Yoga betreibt.
- Dr. Don’t: Eine Teenager-Version von Dr. Eggman ohne Bart, aber mit teils lila gefärbten Haaren, der ständig auf seinem Handheld Videospiele spielt.
- Dr. Babble: Eine Baby-Version von Dr. Eggman ohne Bart, der ständig nur brabbelnde Geräusche von sich gibt, welche aber die anderen Mitglieder des Chaos Komitees als vollständige Sätze verstehen können.

Shadow the Hedgehog
Ein Rivale von Sonic, der über eine dunkle Vergangenheit und außergewöhnliche Fähigkeiten verfügt, sich trotz häufiger Alleingänge aber auch schon oft Sonic und seinen Freunden angeschlossen hat, um das Böse zu besiegen. Shadow kann sich offensichtlich nur in der Zwischenwelt und in Ghost Hill aufhalten, andere Dimensionen kann er nicht betreten, aber Sonic und die anderen von der Zwischenwelt beobachten. Zudem existieren von Shadow keine alternativen Varianten und er misstraut Nine, was zu Spannungen zwischen Sonic und Shadow führt.
Roboter
- Orbot und Cubot: Orbot ist ein roter Roboter, der sich einer runden Kugel zusammenrollen kann, während Cubot ein gelber Roboter ist, der sich zu einem Würfel zusammenklappen kann. Als Begleitung von Dr. Eggman tauchen sie einzig im originalen Green Hill auf und sind daher nur in der ersten und letzten Episode der Serie zu sehen.
- Egg Forcer: Die normalen, massenproduzierten, durchschnittlichen Roboter des Chaos Komitees in New Yoke City, welche von Sonic und seinen Freunden relativ leicht außer Gefecht zu setzen sind.
- Chaos Sonic: Ein Roboter-Ebenbild von Sonic, geschaffen vom Chaos Komitee, welches im Laufe der 2. Staffel gegen Sonic kämpft. Er stellt einen gefährlichen und ernstzunehmenden Gegner dar, imitiert jedoch auch Sonics Charakter, weswegen er auch versucht, lustige Sprüche zu bringen und seinen Gegner zu verspotten.
- Alphas: Kampfroboter, in unzähliger Ausführung von Nine in der 3. Staffel erschaffen. Optisch an Chaos Sonic angelehnt, jedoch ohne Sprachfähigkeiten oder humoristischen Charakter und vom Aussehen massenhaft Tails, Knuckles, Amy und Birdie sowohl einmalig in riesiger Variante Big nachempfunden. Besiegte Alphas lässt Nine mit der Kraft des Paradox Prisma immer wieder auferstehen.

## Synchronisation
Da Sonic Prime vorwiegend in Kanada produziert wird, muss die Serie nach gesetzlichen Vorgaben für die Originalvertonung in englischer Sprache ausschließlich auf kanadische Synchronsprecher zurückgreifen, weswegen die zuvor in anderen Medien, sowohl Serien, als auch Filme und Videospiele, gehörten englischen Synchronsprecher in Sonic Prime nicht zum Einsatz kommen können. Daher enthält der komplette englischer Sprechercast neue Stimmen für alle Charaktere, einzig Brian Drummond als neue englische Stimme für Dr. Eggman sprach im Jahre 1999 bereits Knuckles in Sonic Underground. Während die japanischen Übersetzer weiterhin vorwiegend auf ihre langjährigen Sprecher setzen, so nutzen in einigen anderen Sprachen die Länder die Gelegenheit, um viele neue Synchronsprecher einzusetzen.
Die neue, deutsche Stimme von Sonic ist Jan Makino, der zuvor in Sonic X (2003–2005) bereits Shadow the Hedgehog sprach. Hingegen konnten die zuvor etablierten Paulina Weiner als Tails, Anna Gamburg als Amy und Viktor Pavel als Big erneut gewonnen werden. Neue, deutsche Sprecher gibt es für Dr. Eggman (Steven Merting), Shadow (Felix Spieß) und Rouge the Bat (Franziska Endres). Dr. Eggmans ältere Version, Dr. Done It, wurde in der ersten Staffel von Jürgen Kluckert gesprochen, welcher die Rolle des Dr. Robotnik bereits 2001 bei der deutschen Synchronisation von Sonic Underground übernahm, ab der zweiten Staffel wurde er dann aus gesundheitlichen Gründen durch Franz-Georg Stegers ersetzt, ehe Jürgen Kluckert am 16. August 2023 verstarb. Gerald Schaale als Dr. Deep kehrte sogar nach über 27 Jahren zum Sonic-Universum zurück, nachdem er bereits 1995 in der Serie Sonic der irre Igel den Charakter Coconuts synchronisierte.
| Synchronsprecher in Sonic Prime | Synchronsprecher in Sonic Prime                                  | Synchronsprecher in Sonic Prime | Synchronsprecher in Sonic Prime                              | Synchronsprecher in Sonic Prime | Synchronsprecher in Sonic Prime | Synchronsprecher in Sonic Prime |
| Figur                           | Deutscher Synchronsprecher                                       | Englischer Synchronsprecher     | Japanischer Synchronsprecher                                 | Französischer Synchronsprecher  | Spanischer Synchronsprecher     | Italienischer Synchronsprecher  |
| ------------------------------- | ---------------------------------------------------------------- | ------------------------------- | ------------------------------------------------------------ | ------------------------------- | ------------------------------- | ------------------------------- |
| Sonic the Hedgehog              | Jan Makino                                                       | Deven Mack                      | Jun'ichi Kanemaru                                            | Alexandre Gillet                | Ángel De Gracia                 | Renato Novara                   |
| Miles Tails Prower              | Paulina Weiner                                                   | Ashleigh Ball                   | Ryō Hirohashi                                                | Marie-Eugénie Maréchal          | Graciela Molina                 | Benedetta Ponticelli            |
| Knuckles the Echidna            | Christoph Banken                                                 | Adam Nurada                     | Nobutoshi Canna                                              | Sébastien Desjours              | Sergio Mesa                     | Maurizio Merluzzo               |
| Amy Rose                        | Anna Gamburg                                                     | Shannon Chan-Kent               | Taeko Kawata                                                 | Naïké Fauveau                   | Meritxell Ribera                | Serena Clerici                  |
| Shadow the Hedgehog             | Felix Spieß                                                      | Ian Hanlin                      | Kōji Yusa                                                    | Benoît DuPac                    | Manuel Gimeno                   | Claudio Moneta                  |
| Big the Cat                     | Viktor Pavel                                                     | Ian Hanlin                      | Takashi Nagasako                                             | Antoine Nouel                   | Santi Lorenz                    | Marco Balbi                     |
| Rouge the Bat                   | Franziska Endres                                                 | Kazumi Evans                    | Rumi Ochiai                                                  | Charlotte Correa                | Ana Vidal                       | Ilaria Silvestri                |
| Dr. Eggman / Mr. Dr. Eggman     | Steven Merting                                                   | Brian Drummond                  | Kōtarō Nakamura (1.–2. Staffel) Mitsuaki Manuka (3. Staffel) | Marc Bretonnière                | Francesc Belda                  | Aldo Stella                     |
| Dr. Done It                     | Jürgen Kluckert (1. Staffel) Franz-Georg Stegers (2.–3. Staffel) | Brian Drummond                  | Kōtarō Nakamura (1.–2. Staffel) Seiya Yamanaka (3. Staffel)  | Marc Bretonnière                | Aleix Estadella                 | Mario Scarabelli                |
| Dr. Deep                        | Gerald Schaale                                                   | Vincent Tong                    | Yasuhiro Kikuchi                                             | Antoine Nouel                   | Aleix Estadella                 | Luca Ghignone                   |
| Dr. Don’t                       | Hendrik Martz                                                    | Vincent Tong                    | Takuma Sasaki                                                | Benjamin Pascal                 | Aleix Estadella                 | Roberto Palermo                 |
| Dr. Babble                      | Anja Rybiczka                                                    | Vincent Tong                    |                                                              |                                 | Aleix Estadella                 | Luca Bottale                    |
| Orbot                           | Sascha Krüger                                                    | Deven Mack                      | Mitsuo Iwata                                                 | Tony Marot                      |                                 |                                 |
| Cubot                           | Nils Nelleßen                                                    | Deven Mack                      | Wataru Takagi                                                |                                 | Adrián Pineda                   |                                 |
| Commander Red                   | Julia Blankenburg                                                | Rachell Hofstetter              | Nodoka Hasegawa                                              |                                 | Adrián Pineda                   | Anna Orra                       |
| Jack                            | Roland Wolf                                                      | Sean McLoughlin                 | Nodoka Hasegawa                                              | Nodoka Hasegawa                 | Adrián Pineda                   | Pasquale Severino               |

## Entstehung und Veröffentlichung
Die erste Enthüllung von Sonic Prime erfolgte im Dezember 2020, als Netflix in einem Tweet die Serie mitsamt Logo ankündigte, jedoch wurde dieser Tweet nach kurzer Zeit wieder gelöscht. Die offizielle Enthüllung erfolgte im Februar 2021, ehe im Juni 2021 erste Konzeptzeichnungen vorgestellt wurden. Ein erster Teaser-Trailer wurde am 3. Mai 2022 gezeigt, ehe der erste Trailer am 20. September 2022, gefolgt vom zweiten Trailer am 17. November 2022 veröffentlicht wurde, ehe die erste Staffel der Serie am 15. Dezember 2022 auf Netflix freigeschaltet wurde, gefolgt von der zweiten Staffel am 13. Juli 2023 und der dritten Staffel am 11. Januar 2024.

### Episoden
Die Serie besteht aus insgesamt 23 Episoden, unterteilt in 3 Staffeln.
| Episoden von Sonic Prime | Episoden von Sonic Prime   | Episoden von Sonic Prime             | Episoden von Sonic Prime |
| Nr.                      | Originaltitel              | Deutscher Episodentitel              | Erstausstrahlung         |
| ------------------------ | -------------------------- | ------------------------------------ | ------------------------ |
| 1                        | Shattered                  | Zerbrochen                           | 15. Dezember 2022        |
| 2                        | The Yoke's On You          | Yoke ist ein Witz                    | 15. Dezember 2022        |
| 3                        | Escape From New Yoke       | Flucht aus New Yoke                  | 15. Dezember 2022        |
| 4                        | Unwelcome to the Jungle    | Unwillkommen im Dschungel            | 15. Dezember 2022        |
| 5                        | Barking Up The Wrong Tree  | Den Wald vor lauter Baum nicht sehen | 15. Dezember 2022        |
| 6                        | Situation: Grim            | Aussichten: Grim(mig)                | 15. Dezember 2022        |
| 7                        | It Takes One to No Place   | Kein Ort ist auch ein Ort            | 15. Dezember 2022        |
| 8                        | There's No ARRGH In "Team" | Teamarbeit ist das Arr und O         | 15. Dezember 2022        |
| 9                        | Avoid the Void             | Halte dich fern                      | 13. Juli 2023            |
| 10                       | Battle in the Boscage      | Kampf im Waldlabyrinth               | 13. Juli 2023            |
| 11                       | Second Wind                | Neuer Schwung                        | 13. Juli 2023            |
| 12                       | No Way Out                 | Kein Ausweg                          | 13. Juli 2023            |
| 13                       | A Madness to Their Methods | Der Wahnsinn hinter der Methode      | 13. Juli 2023            |
| 14                       | Double Trouble             | Doppelter Ärger                      | 13. Juli 2023            |
| 15                       | Cracking Down              | Faules Ei                            | 13. Juli 2023            |
| 16                       | Ghost of a Chance          | Der Hauch einer Chance               | 13. Juli 2023            |
| 17                       | Grim Tidings               | Neues aus der Öde                    | 11. Januar 2024          |
| 18                       | Dome Sweet Dome            | Unter der Kuppel                     | 11. Januar 2024          |
| 19                       | No Escape                  | Kein Entkommen                       | 11. Januar 2024          |
| 20                       | Nine's Lives               | Die neun Leben von Nine              | 11. Januar 2024          |
| 21                       | Home Sick Home             | Alles zerfällt                       | 11. Januar 2024          |
| 22                       | The Devil Is in the Tails  | In Tails steckt der Teufel           | 11. Januar 2024          |
| 23                       | From the Top               | Sonic gibt alles                     | 11. Januar 2024          |